# Виннвуд (Оклахома)
Виннвуд (англ. Wynnewood) — місто (англ. city) в США, в окрузі Гарвін штату Оклахома. Населення — 1927 осіб (2020).

## Географія
Виннвуд розташований за координатами 34°38′39″ пн. ш. 97°9′45″ зх. д. / 34.64417° пн. ш. 97.16250° зх. д. (34.644159, -97.162545).  За даними Бюро перепису населення США в 2010 році місто мало площу 3,80 км², з яких 3,80 км² — суходіл та 0,00 км² — водойми.

## Демографія
Згідно з переписом 2010 року, у місті мешкало 2212 осіб у 901 домогосподарстві у складі 597 родин. Густота населення становила 582 особи/км².  Було 1086 помешкань (286/км²).
Расовий склад населення:
| - 75,8 % — білих - 9,4 % — чорних або афроамериканців - 8,5 % — корінних американців - 0,5 % — азіатів - 0,1 % — вихідців з тихоокеанських островів - 1,5 % — осіб інших рас |

До двох чи більше рас належало 4,2 %. Частка іспаномовних становила 4,1 % від усіх жителів.
За віковим діапазоном населення розподілялося таким чином: 24,1 % — особи молодші 18 років, 56,7 % — особи у віці 18—64 років, 19,2 % — особи у віці 65 років та старші. Медіана віку мешканця становила 38,6 року. На 100 осіб жіночої статі у місті припадало 92,7 чоловіків;  на 100 жінок у віці від 18 років та старших — 86,3 чоловіків також старших 18 років.
Середній дохід на одне домашнє господарство  становив 42 952 долари США (медіана — 31 667), а середній дохід на одну сім'ю — 51 109 доларів (медіана — 42 411). Медіана доходів становила 41 337 доларів для чоловіків та 25 515 доларів для жінок. За межею бідності перебувало 23,7 % осіб, у тому числі 28,0 % дітей у віці до 18 років та 16,8 % осіб у віці 65 років та старших.
Цивільне працевлаштоване населення становило 838 осіб. Основні галузі зайнятості: роздрібна торгівля — 21,1 %, виробництво — 20,6 %, освіта, охорона здоров'я та соціальна допомога — 19,7 %.